# 2017년 조선민주주의인민공화국

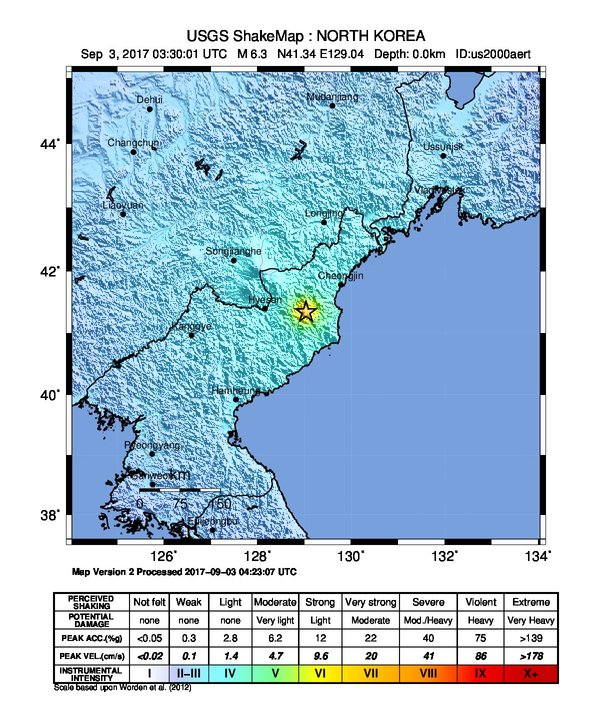

다음은 2017년 조선민주주의인민공화국에서 일어난 사건들을 정리해 놓은 문서이다.

## 사건
- 1월 1일 - 김정은이 신년사에서 박근혜 전 대통령의 실명을 거론하며 비난하면서 "사대매국에 촛불이 분노했다"고 발언했다. 또 핵미사일, 남북관계, 자력자강을 강조하는 취지의 연설을 이어갔다.
- 2월 13일 - 김정일 국방위원장의 장남이자 김정은 국방위원장의 이복형인 김정남이 말레이시아 쿠알라룸푸르 국제공항에서 신경독인 VX로 암살당했다.
- 3월 6일
  - 김정은의 지휘 하에 스커드 개량형 탄도미사일 4발을 발사하였다.
  - 주한미군이 조선민주주의인민공화국의 탄도 미사일 위협에 대응한 THAAD(종말고고도지역방어) 대탄도 미사일 체계를 대한민국에 전격적으로 배치하였다.
- 3월 7일 - 김정남 피살로 대말레이시아 관계가 악화되어 양측 모두 자국내 상대국민의 출국을 금지시켰다.

## 사망
- 2월 13일 - 정치인 김정남
- 3월 30일 - 정치인 김기룡

## 같이 보기
- 2017년 조선민주주의인민공화국 미사일 발사